# Garden City (Michigan)
Garden City ist eine Stadt im Wayne County im Südosten des US-amerikanischen Bundesstaates Michigan und Bestandteil der Metro Detroit genannten Metropolregion um Detroit. Das U.S. Census Bureau hat bei der Volkszählung 2020 eine Einwohnerzahl von 27.380 ermittelt.

## Geographie
Garden City liegt auf 42°19'32" nördlicher Breite und 83°19'52" westlicher Länge und erstreckt sich über 15,28 km², die ausschließlich aus Landfläche bestehen.
Garden City ist ein westlicher Vorort von Detroit und rund 25 km von dessen Stadtzentrum entfernt.
Durch Garden City verläuft die M-153, der von Detroit nach Westen führt. 
Benachbarte Städte sind Westland (5,7 km westlich), Livonia (6,5 km nördlich), Dearborn Heights (6,1 km östlich), Inkster (5,2 km südöstlich) und Wayne (9 km südwestlich).
Der Flughafen Detroit liegt rund 15 km südlich von Garden City.

## Demografische Daten
Bei der offiziellen Volkszählung im Jahre 2000 wurde eine Einwohnerzahl von 30.047 ermittelt. Diese verteilten sich auf 11.479 Haushalte in 8.230 Familien. Die Bevölkerungsdichte lag bei 1966,3 Einwohnern pro Quadratkilometer. Es gab 11.719 Wohngebäude, was einer Bebauungsdichte von 766,9 Gebäuden je Quadratkilometer entsprach.
Die Bevölkerung bestand im Jahre 2000 aus 96,2 Prozent Weißen, 1,1 Prozent Afroamerikanern, 0,4 Prozent Indianern, 0,7 Prozent Asiaten und 0,3 Prozent anderen. 1,3 Prozent gaben an, von mindestens zwei dieser Gruppen abzustammen. 2,0 Prozent der Bevölkerung bestand aus Hispanics, die verschiedenen der genannten Gruppen angehörten. 
25,1 Prozent waren unter 18 Jahren, 7,6 Prozent zwischen 18 und 24, 32,6 Prozent von 25 bis 44, 21,2 Prozent von 45 bis 64 und 13,5 Prozent 65 und älter. Das mittlere Alter lag bei 36 Jahren. Auf 100 Frauen kamen statistisch 97,4 Männer, bei den über 18-Jährigen 95,5.
Das mittlere Einkommen pro Haushalt betrug 51.841 US-Dollar (USD), das mittlere Familieneinkommen 58.530 USD. Das mittlere Einkommen der Männer lag bei 44.314 USD, das der Frauen bei 27.904 USD. Das Pro-Kopf-Einkommen belief sich auf 21.651 USD. Rund 3,3 Prozent der Familien und 4,5 Prozent der Gesamtbevölkerung lagen mit ihrem Einkommen unter der Armutsgrenze.